# إدوار لوكا
فرنسوا إدوار أناتول لوكا (بالفرنسية: François Édouard Anatole Lucas) هو عالم رياضيات فرنسي.

## روابط خارجية
- إدوارد لوكاس على موقع الموسوعة البريطانية (الإنجليزية)